# 藤堂恭俊
藤堂 恭俊（とうどう きょうしゅん／やすとし、1918年11月19日 - 2000年12月14日）は、浄土宗僧侶・仏教学者。
和歌山県田辺市出身。父は藤堂祐範。大正大学仏教学科卒、1944年同研究科修了。1979年「日中浄土教思想史の研究」で佛教大学文学博士。佛教大学助教授、教授。1989年定年、名誉教授。浄土宗大本山知恩院浄土宗学研究所研究員、増上寺法主。

## 著書
- 『弁栄聖者』光明会連合本部 1959
- 『法然上人研究 第1巻 思想篇』山喜房仏書林 1983
- 『一枚起請文のこころ』東方出版 知恩院浄土宗学研究所シリーズ 1987
- 『一紙小消息のこころ』東方出版 知恩院浄土宗学研究所シリーズ 1996
- 『法然上人研究 第2巻 思想篇』山喜房佛書林 1996
- 『法然上人のみ心をいただく』浄土宗 1997
- 『選択集講座』浄土宗 2001

### 編著・共著
- 『知恩院 法然上人伝』編著 教育新潮社 日本のお寺シリーズ 1974
- 『善導大師研究』編 山喜房佛書林 1980
- 『法然上人のご生涯とその教え』坪井俊映共著 佛教大学通信教育部 1992
- 『浄土仏教の思想 第4巻 曇鸞・道綽』講談社 1995。「道綽」は牧田諦亮が担当

### 翻訳
- 『國譯一切経 和漢撰述部 諸宗部 5』「無量寿経優婆提舎願生偈並註」訳・校訂 改訂 大東出版社 1994

### 記念論集
- 『浄土宗典籍研究 藤堂恭俊博士古稀記念』同朋舎出版 1988

## 論文
- <藤堂恭俊